# Valverde-Enrique
Valverde-Enrique  est une commune d'Espagne dans la province de León, communauté autonome de Castille-et-León. Elle s'étend sur 35,9 km2 et comptait environ 152 habitants en 2024.

## Localisation et climat
Valverde-Enrique est situé à environ 41 km au sud-sud-est de León , au nord-ouest de la Meseta ibérique , à une altitude d'environ 835 m . Le climat est rude en hiver, mais sec et chaud en été ; les précipitations (550 mm/an) se produisent principalement pendant les mois d'hiver.

## Évolution démographique
| Année      | 1970 | 1981 | 1991 | 2001 | 2011 | 2021 | 2024  |
| Population | 494  | 334  | 290  | 215  | 188  | 152  | 152 . |

En raison de l' exode rural provoqué par la mécanisation de l'agriculture et l'abandon des petites exploitations, la population du village n'a cessé décroître depuis le milieu du XIXe siècle.

## Site touristique

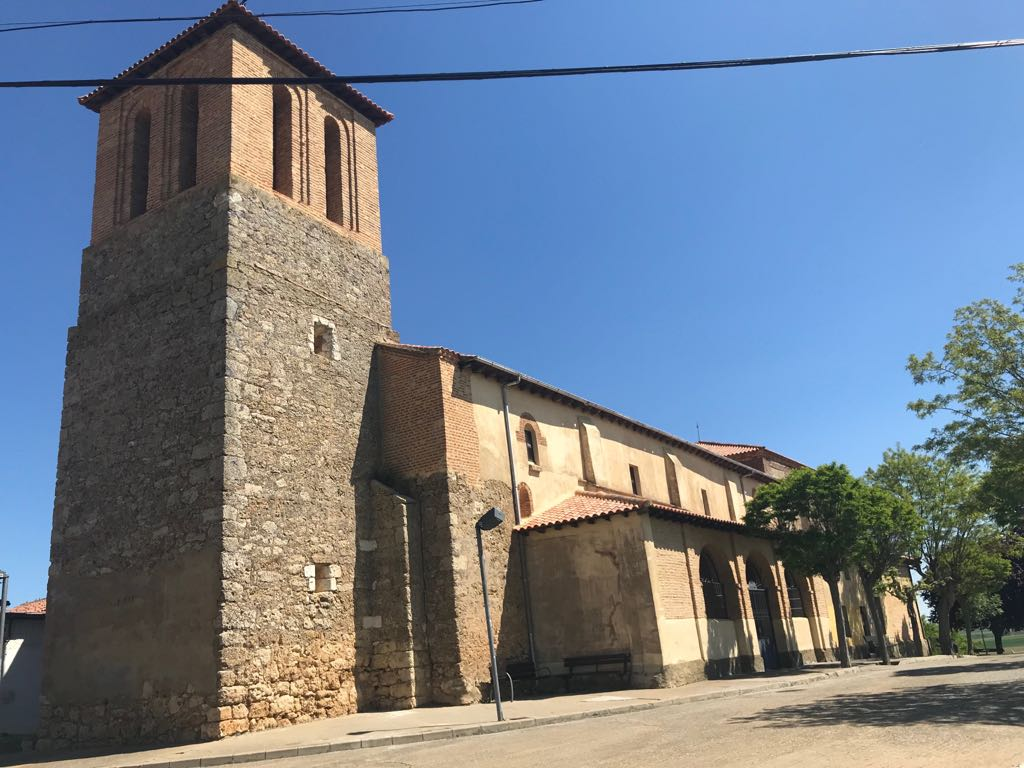
Église saint Jean-Baptiste

- Église saint Jean-Baptiste